# جیدن شاو
جیدن شاو (انگلیسی: Jaedyn Shaw؛ زادهٔ ۲۰ نوامبر ۲۰۰۴) بازیکن فوتبال زن اهل ایالات متحده آمریکا است.
وی همچنین در تیم ملی فوتبال زنان ایالات متحده آمریکا بازی کرده است.